# August Trzetrzewiński
August Bonawentura Symforian Trzetrzewiński herbu Tępa Podkowa (ur. 14 lipca 1823 w Warszawie, zm. 19 kwietnia 1870 tamże) – adwokat, urzędnik, działacz polityczny, wykładowca.

## Życiorys
Syn Wojciecha i Karoliny z domu Zaborowskiej. W latach 1835–1840 był uczniem Wydziału Filologicznego Gimnazjum Gubernialnego w Warszawie. Po ukończeniu gimnazjum rozpoczął w 1840 r. aplikację sądową, podejmując równocześnie pracę w kancelarii znanego prawnika warszawskiego Wincentego Majewskiego. Następnie znakomity prawnik Aleksander Thies, ówczesny naczelny prokurator przy IX i X Departamencie Rządzącego Senatu, zatrudnił go na stanowisku archiwisty w IX Departamencie Rządzącego Senatu. W 1848 r., po sześciu latach pracy w IX Departamencie, został mianowany adwokatem. W 1851 r. powołano go na referenta prawnego w Dyrekcji Głównej Towarzystwa Kredytowego Ziemskiego, a następnie mianowano radcą prawnym w tejże dyrekcji. 26 listopada 1853 r. w Mińsku Mazowieckim poślubił 23-letnią pannę Walerię Stokowską, córkę Ignacego Stokowskiego, kapitana grenadierów b. wojsk polskich, i Aleksandry z Markowskich 2° voto Wysockiej.
W dniu 1/13 października 1857 r. Rada Administracyjna Królestwa, działając w imieniu cara Aleksandra II, mianowała Augusta Trzetrzewińskiego obrońcą przy Warszawskich Departamentach Rządzącego Senatu. W lutym 1861 r. mecenas Trzetrzewiński wszedł w skład 14-osobowej Delegacji Miejskiej która m.in. zredagowała adres do cara Aleksandra II, zawierający szereg postulatów dotyczących wprowadzenia samorządu miejskiego, rozbudowy polskiego szkolnictwa, rozwiązania sprawy chłopskiej i nadania praw Żydom. W przededniu wybuchu Powstania Styczniowego był aktywnym działaczem stronnictwa „białych”. W październiku 1862 r. z ramienia Dyrekcji uczestniczył w posiedzeniu Biura Polskiego Hotelu Lambert w Paryżu. Następnie został oficjalnym korespondentem Dyrekcji, upoważnionym do przesyłania instrukcji do Hotelu Lambert.
Przez wiele lat, do 1866 r. był członkiem Rady Szczegółowej Opiekuńczej Szpitala Św. Rocha, mieszczącego się przy ul. Krakowskie Przedmieście 24 w Warszawie. Był także wykładowcą na Wydziale Prawa i Administracji w działającej od 1862 r. do 1869 r. Szkole Głównej Warszawskiej.

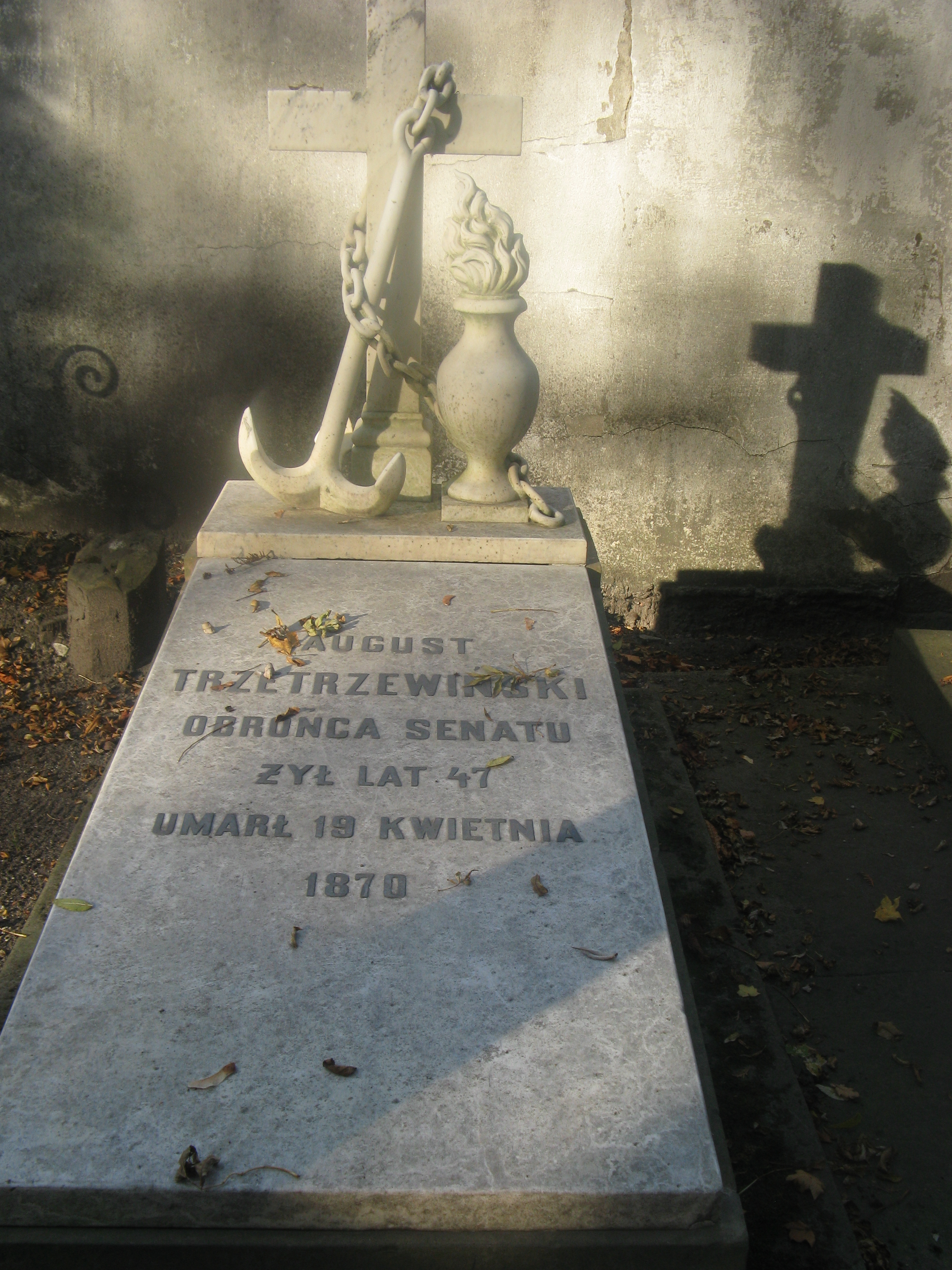
Grób Augusta Trzetrzewińskiego na cmentarzu Powązkowskim

Na Starych Powązkach w Warszawie (kwatera pod murem IV-37) zachował się nagrobek Augusta Trzetrzewińskiego, w 2010 r. poddany starannej konserwacji staraniem Społecznego Komitetu Opieki nad Starymi Powązkami im. Jerzego Waldorffa.